# Dennis Schunke
Dennis "Sly" Schunke  es un cantante principal de heavy metal conocido por haber formado parte y haber fundado la banda alemana de a capela Van Canto en 2006.

## Biografía
Con dieciocho años Sly empezó con su carrera profesional musical, fichando por la banda Synasthasia en 1998. Permaneció ocho años en la banda, produciendo un total de dos demos, un sencillo y un álbum de estudio. Cuando dejó Synasthasia en 2006, Sly fundó Van Canto, habiendo creado un total de cinco álbumes de estudio y un recopilatorio. En 2017 anunció que abandonó la banda Van Canto.
También ha sido invitado en varios discos de artistas y bandas como Tarja Turunen y Grave Digger.

## Bandas[1]
- Synasthasia (1998-2006)
- Van Canto (2006-2017)

## Discografía[1][3]

### Synasthasia

#### Demos
- 1999: «Ocean of Dreams»
- 2003: «Promo 2003»

#### Sencillos
- 2003: «Promo CD»

#### Álbumes
- 2003: The Land of Lores

### Van Canto

#### Álbumes
- 2006: A Storm to Come
- 2008: Hero
- 2010: Tribe of Force
- 2011: Break the Silence
- 2014: Dawn of the Brave
- 2016: Voices of Fire

#### Recopilatorios
- 2011: Metal A Capella

### Aportaciones a otras bandas
- 2010: Tarja Turunen: What Lies Beneath
- 2011: Grave Digger: The Ballad of Mary